# カーソン・ウィリアムズ (野球)
カーソン・エバレット・ウィリアムズ（Carson Everett Williams, 2003年6月25日 - ）は、 アメリカ合衆国カリフォルニア州サンディエゴ出身のプロ野球選手（遊撃手）。右投右打。MLBのタンパベイ・レイズ傘下所属。

## 経歴
2021年のMLBドラフト1巡目（全体28位）でタンパベイ・レイズから指名され、7月20日に契約を結んだ（契約金は約235万ドル）。なお、契約しない場合はカリフォルニア大学バークレー校へ進学の予定であった。契約後、傘下のルーキー級フロリダ・コンプレックスリーグ・レイズでプロデビュー。11試合に出場して打率.282、8打点、2盗塁を記録した。

## 選手としての特徴
高校時代はセンス溢れる守備と走塁が高評価を得ていた。一方で線が細く、打撃が課題とされてきたが、最終年には母校の打撃記録を更新する成長を見せた。年齢離れした野球IQの高さも魅力である。